# Fotografie přírody

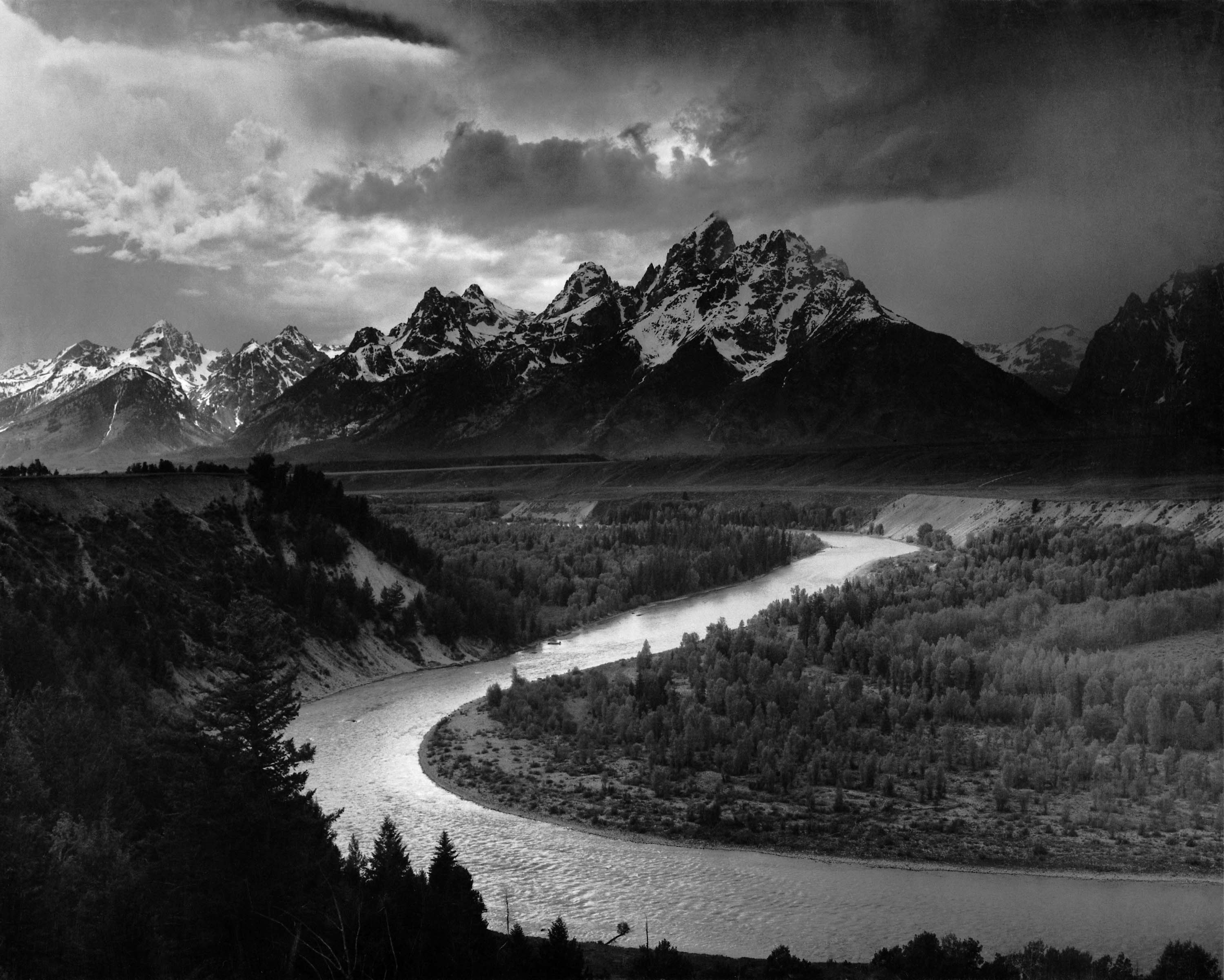
Ansel Adams: Tetonské hory a Hadí řeka (1942)

Fotografie přírody zahrnuje širokou škálu fotografie snímané venku a obsahuje snímky přírodních prvků jako krajina, divoká příroda, rostliny a detailní záběry přírodních scén a textur. Fotografie přírody klade větší důraz na estetickou hodnotu snímku, než klade například žurnalistická fotografie nebo dokumentární fotografie.
Fotografie tohoto typu jsou publikovány ve vědeckých, cestovatelských a kulturních časopisech jako jsou například National Geographic Magazine a Audubon Magazine a v mnoha dalších specializovaných časopisech jako například Outdoor Photographer nebo Nature's Best Photography. V České republice se krajinářské fotografii věnuje také časopis Photolife.

## Kompozice

### Plány
Kompozice fotografie krajiny vychází z malířství a rozděluje snímek do tří plánů. V prvním plánu se nachází zajímavé nebo výrazné popředí, detail nebo prvek, který zajímavě otevírá pohled do krajiny. První plán navozuje hloubku prostoru.
Do druhého plánu fotograf umísťuje hlavní prvky snímku. Jedná se o nejobsažnější část snímku. Fotograf může využít vzdušnou nebo barevnou perspektivu, zobrazení perspektivy pomocí sbíhajících se linií, zobrazení diagonály, rozdílné velikosti různě vzdálených objektů nebo křivky "S" tekoucí vody nebo silnice.
Snímek uzavírá třetí plán vzdálenějším obzorem (hory, lesy). Nejméně je působivé umístění horizontu uprostřed snímku. Posunutím horizontu na horní okraj snímku (vysoký horizont) potlačíme vzdálenější objekty a zvýrazníme blízké objekty a popředí. Umístění horizontu v dolní části snímku (nízký horizont) zdůrazňuje prostor a dálky. Přítomnost a charakter mraků musí odpovídat a dokreslovat náladu snímku.

### Vyjádření prostoru

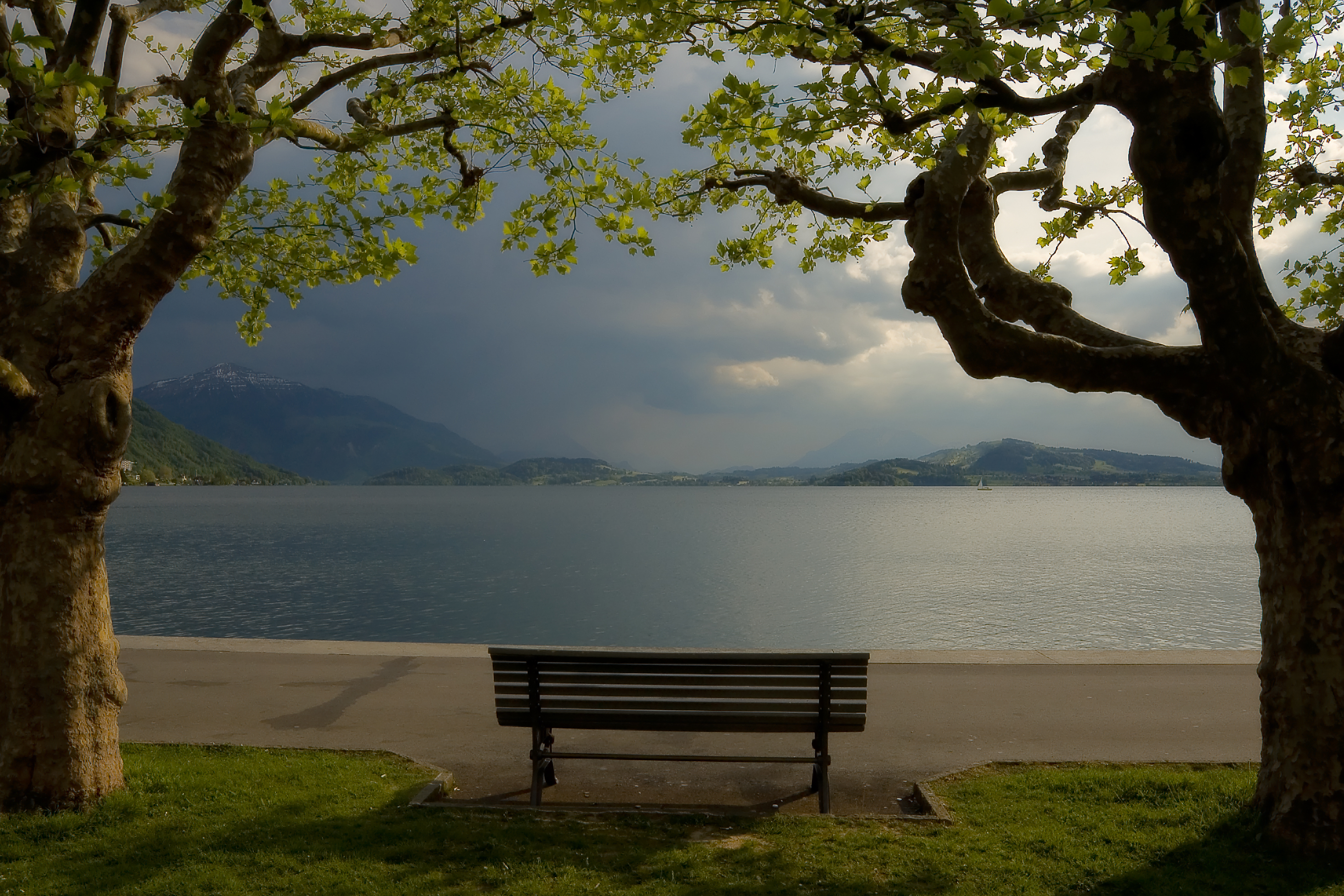
Uzavření prostoru z obou stran.

- Uzavřený prostor je kompozičně z obou stran uzavřený snímek. Například vysokými stromy.
- Otevřený prostor je kompozičně neuzavřený snímek, kde horizont ubíhá do stran, tzv. "pokračuje mimo snímek".
- Diagonála působí dynamicky jako zpomalení (stoupání) nebo zrychlení (klesání). Zvýrazní prostorovost snímku, případně neukončení - pokračování děje.
- Horizont působí na snímku uklidňujícím dojmem.
- Průnik linií zaujme divákovu pozornost.
- Rytmus pravidelný rytmus působí nudně. Při zajímavém přerušení diváka zaujme.

### Použití barvy
Přítomnost (nebo absence) barvy je i není pro fotografii přírody podstatná. Ansel Adams (1902 - 1984) je známý svými vynikajícími černobílými snímky krajin, které i dnes obstojí z hlediska kvality. Galen Rowell vychvaluje fotografické filmy Fuji Velvia pro jejich pestrost, syté barvy a říká "Kdo by chtěl dělat zasmušilé obrázky stejně jako před sto lety?" 

## Technika
Krajina se snímá obvykle objektivem s maximální hloubkou ostrosti (s clonou 11 - 22) a ze stativu. Mnoho fotografů stále používá střední nebo velký formát filmu, aby zaznamenali co nejvíce detailů.

### Makro / Textura

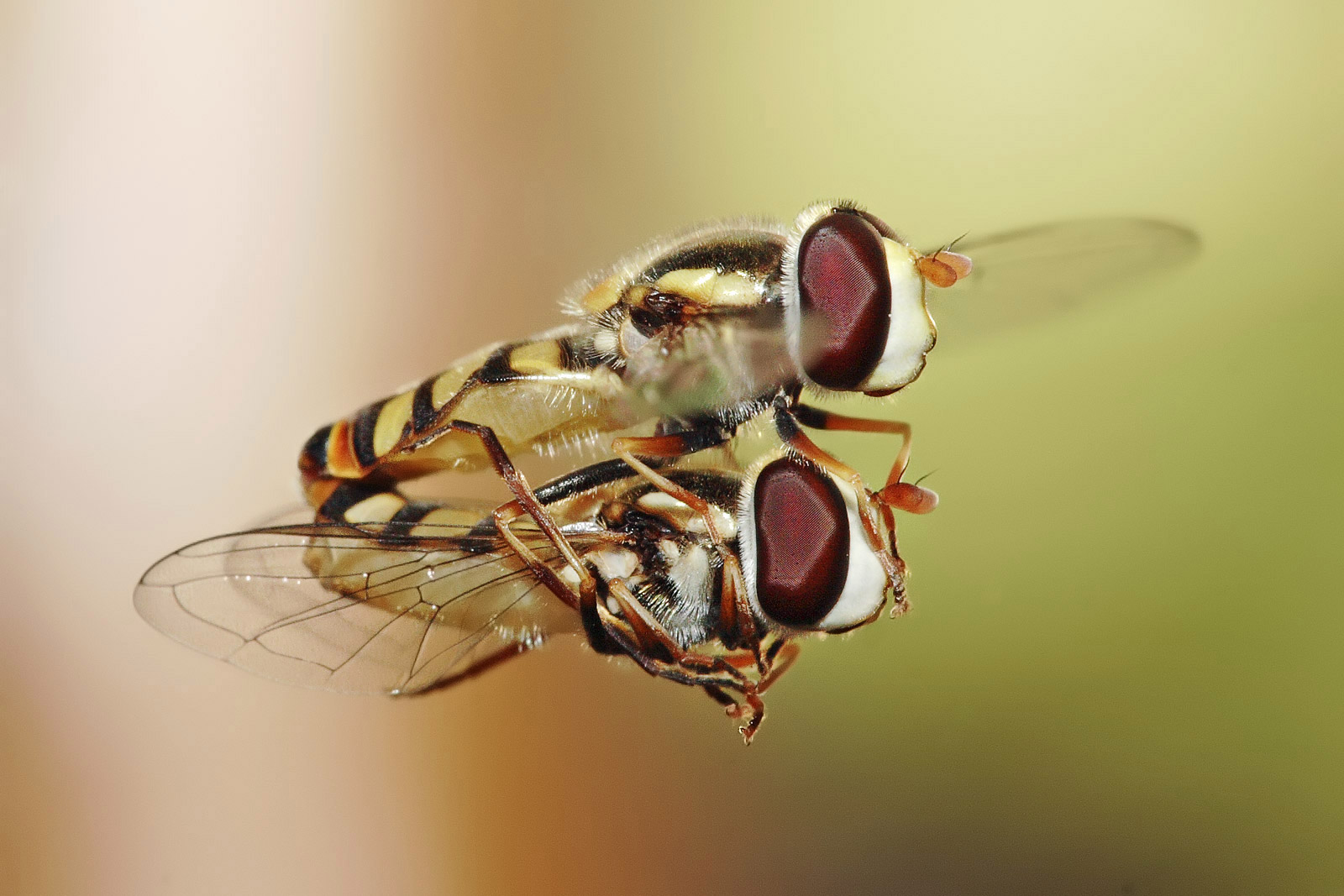
Příklad makrofotografie

Makrofotografie je fotografování detailů zblízka s měřítkem zobrazení přibližně od 1:2 až do měřítka 30:1. Jako měřítko zobrazení se označuje poměr velikosti předmětu a jeho obrazu na filmu nebo snímači.

## Fotografie krajiny
Fotografie krajiny je jeden z nejstarších fotografických žánrů. Záběr krajiny by měl být pořízen za takového osvětlení, který zdůrazní estetické kvality prvků v krajině. Snímek může mít vhodnou stafáž. K fotografii krajiny má blízko krajinné umění (tzv. land-art), které uplatňuje přechod z ateliérů do přírody. I tento druh umění má svůj předobraz v historii. Od visutých zahrad královny Semiramidy, přes parky s keřovými bludišti, skrze přísně vymezené francouzské zahrady, k čínským nebo japonským klášterním zahradám. U nás byl průkopníkem Ladislav Novák, dnes ho následuje Jan Šimek a Jan Pohribný.

## Fotografie divoké přírody

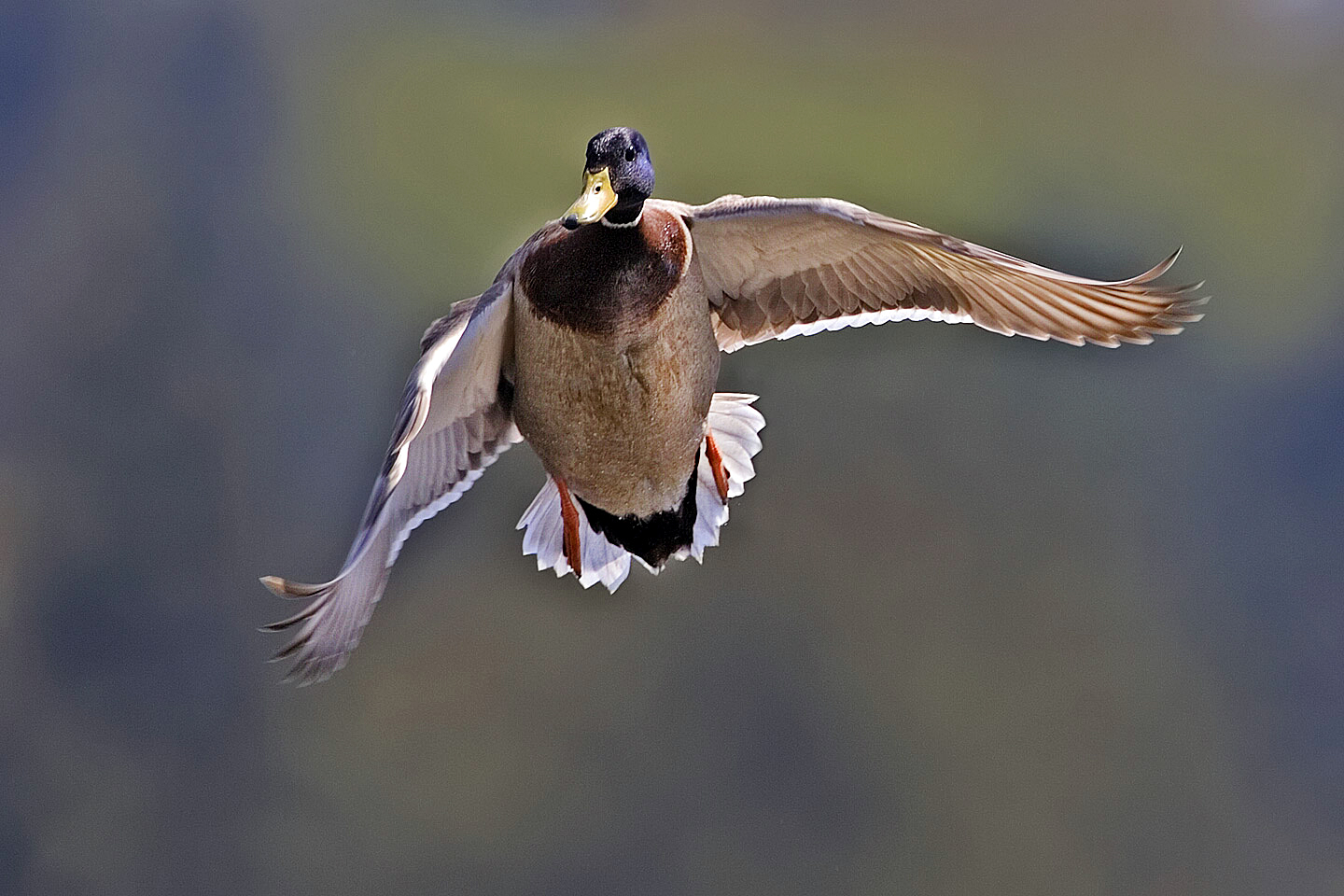
Fotografie zvířat, jako je snímek tohoto samce kachny divoké, mohou být technicky velmi náročné.

Fotografování divoké přírody je zaměřeno například na zachycení zajímavých zvířat v akci, například při boji, lovu nebo v pohybu.

## Známí fotografové přírody
České země
- Rostislav Stach (*1960) a jeho série Fotolovy
- Vilém Heckel

USA
- Ansel Adams
- Clyde Butcher
- Frans Lanting
- Galen Rowell
- Art Wolfe
- Ernst Schäfer

Kanada
- Gregory Colbert

Švédsko
- Lennart Nilsson

Irsko
Robert John Welch (1859–1936) byl irský fotograf, který se zajímal o přírodopis, zejména o měkkýše. V roce 1923 mu jako uznání jeho práce udělila univerzita Queen's University Belfast čestný titul Master of Science.
Indie
N. A. Naseer (* 10. června 1962

## Galerie

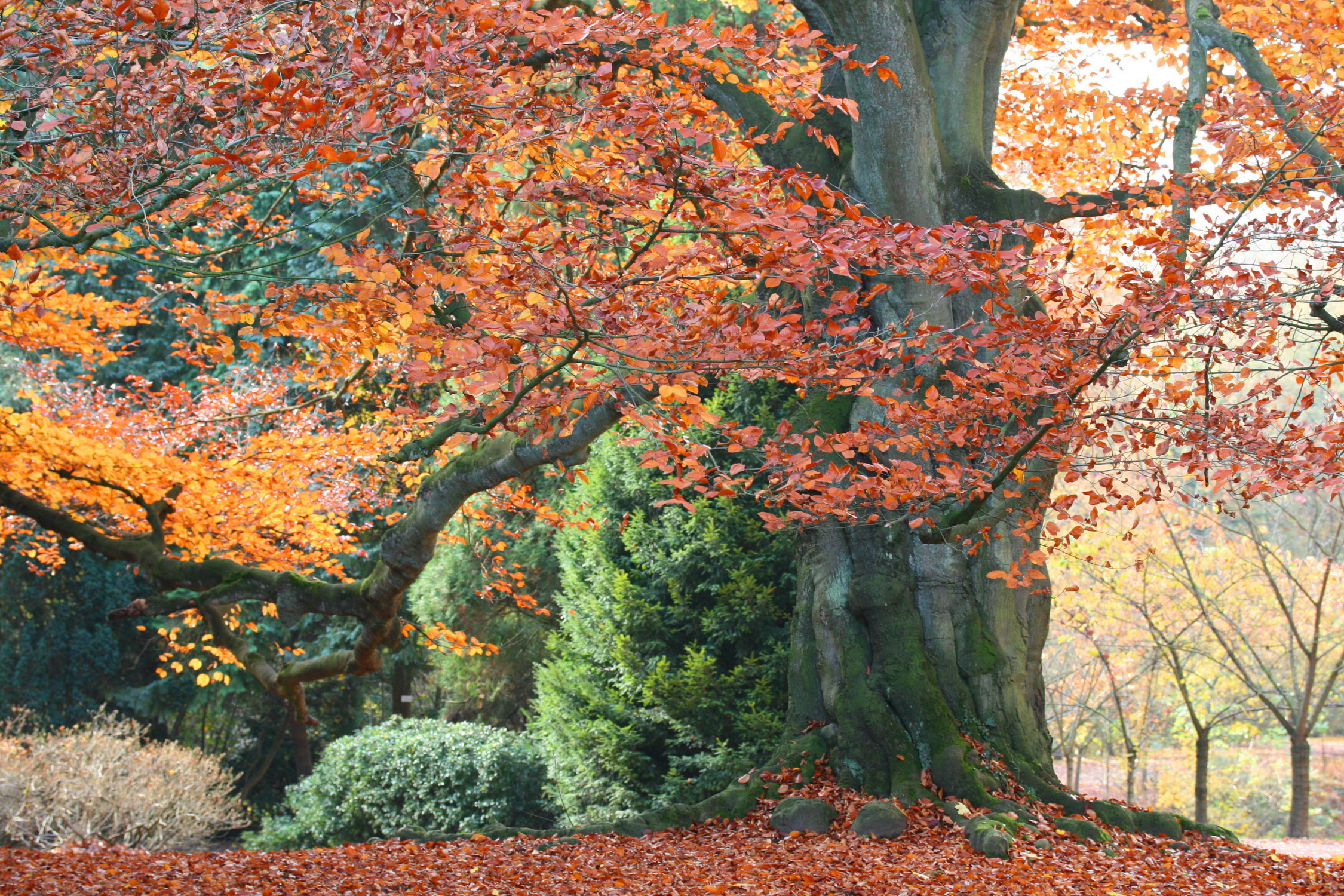
Krajinný detail, buk lesní